# L-Streptose
L-Streptose ist ein Monosaccharid aus Streptomyceten und Bestandteil des Antibiotikums Streptomycin.

## Eigenschaften
In der Struktur ähnelt L-Streptose der Apiose. Aufgrund der Summenformel ist L-Streptose strenggenommen kein Kohlenhydrat. Sie besitzt zwei Aldehydgruppen. Die Biosynthese in Streptomyceten erfolgt aus Glucose. Synthetisch kann L-Streptose unter Verwendung von Schutzgruppen aus anderen Monosacchariden hergestellt werden.